# Scheibe SF-25 Falke

Scheibe SF-25 Falke (dansk: Falk) er et tysk touring-motorsvævefly, udviklet fra det tidligere Bergfalke svævefly af Scheibe-Flugzeugbau (de). Efter det oprindelige firma blev opløst, har flytypen siden maj 2006 været fremstillet og vedligeholdt af Scheibe Aircraft GmbH.

## Design og udvikling
Firmaet havde fremstillet et andet motorsvævefly, Motor Spatz, men besluttede sig til at bygge et bedre let fly baseret på Bergfalke svæveflyet. Den forreste del af skroget blev ændret til et lukket cockpit med de to sæder ved siden af hinanden, og oprindeligt en Hirth F10A2a motor i næsen. Prototypen fløj første gang i maj 1963 under navnet SF-25A Motor Falke. Efter den første serie var bygget, blev vingen  ændret fra højvinget til midtvinget layout, og typen blev omdøbt til SF-25B Falke. Et antal varianter blev fremstillet med forskellige motortyper, og flyet blev desuden bygget på licens af Sportavia-Pützer (de), Aeronautica Umbra (en) (Italien), Loravia (Frankrig) og Slingsby Aviation (en) (Storbritanien). Den nuværende produktionsmodel er SF-25C. Flyet fremstilles med tre motorvarianter: Rotax 912 80 hk, Rotax 912S (100 hk) og Rotax 914F3 (115 hk).

## Varianter
SF-25A Motor Falke
Første produktionsbatch med en Hirth F10A2a motor, 56 stk. bygget.
SF-25B Falke
Forbedret variant med en midtvinge og en 45hk Stark Stamo motor, 372 bygget.
SF-25C Falke
Samme som SF-25B men med en generator og elektrisk start. Undervarianter inkluderer:
Falke 1700
49 kW (65 hk) Limbach 1700 EA 1 IA motor, driver propellen med 3450 omdr/min;
Falke 2000
60 kW (80 hk) Limbach 2000 EA, driver propellen med 3450 omdr/min (Omkring 512 Falke bygget med Limbach motor til og med 1998);
Rotax Falke
(a) 60 kW (80 hk) Rotax 912 A med 5800 omdr/min og gearet ned til 2500 omdr/min på propellen; Næshjulsunderstel kunne tilvælges. Eller
(b) 75 kW (100 hk) Rotax 912S med 5800 omdr/min og gearet ned til 2500 omdr/min på propellen, eller
(c) 85 kW (115 hp) Rotax 914F3 med 5800 omdr/min og gearet ned til 2500 omdr/min på propellen med en 5 minutters tidsbegrænsning; 75 kW (100 hk) kontinuerligt. Omkring 130 Rotax-Falke bygget til og med 1998.
Falke 100PS
Slæbefly til svævefly.
SF-25CS Falke
En SF-25C med en friløbskobling på propellen; friløb var et tilvalg på Falke 1700, 2000 og Rotax Falke.
SF-25D Falke
SF-25B ombygget med en 1700A motor.
SF-25E Super Falke
En SF-25CS med forøget vingespænd, vertikal hale med smal korde, luftbremser og en hævet boble'hood' over cockpittet, fløj første gang i 1974.
SF-25K K-Falke
En SF-25C med foldbare vinger og stor hood.
Slingsby T61 Falke/Slingsby Venture
Licensbygget udgave af SF-25B, 76 stk. bygget.

## Operatører

### Civile operatører
Der er et stort antal Falke i drift verden over; en opremsning vil være urimelig.
Alene i Danmark er der registreret 48 stk. Falke af alle varianter, heraf 6 stk Rotax-Falke og 8 stk. Super Falke.

### Militære operatører
Oman
- Omans Kongelige Luftvåben (en) (RAFO — سلاح الجو السلطاني عمان - Silāḥ al-Jaww as-Sulṭāniy ‘Umān)

## Specifikationer (Rotax Falke)
| Besætning:            | 1 Pilot     | 1 Copilot/passager                                   |
| Længde:               | 7,60 m      |                                                      |
| Højde:                | 1,68 m      | Med halehjul                                         |
| Spændvidde:           | 15,30 m     |                                                      |
| Vingeareal:           | 18,20 m²    |                                                      |
| Sideforhold:          | 13,8        |                                                      |
| Bedste glidetal:      | 23-24       |                                                      |
| Bedste faldhastighed: | 1,0 m/sek   |                                                      |
| Stallhastighed:       | 65 km/t     |                                                      |
| Max. hastighed:       | 190 km/t    |                                                      |
| Max. marchhastighed:  | 180 km/t    |                                                      |
| Tomvægt:              | 435 kg      |                                                      |
| Max. takeoff vægt:    | 650 kg      |                                                      |
| Antal:                | 1           |                                                      |
| Type:                 | Rotax 912 A | 4-cyl. boxermotor, luftkølet, vandkølede topstykker. |
| Effekt:               | 65 hk       |                                                      |
| Propel:               | 2-bladet    |                                                      |
| Max. flyvehøjde:      | 4.580 m     |                                                      |
| Tank kapacitet:       | 55 l        | standard                                             |
| Rækkevidde:           | 700 km      |                                                      |